# Air Force Test Center
L'Air Force Test Center (AFTC) est une organisation de l'US Air Force destinée à l'étude, au développement et au déploiement de systèmes militaires pour l'aéronautique et le spatial. Son quartier général est dans l'Edwards Air Force Base en Californie.

## Histoire
Créé en 1951 à partir du 2759th Experimental Wing le Air Force Flight Test Center (AFFTC) a été renommé Air Force Test Center en 2012. Il dépend de l'Air Force Materiel Command depuis 1992.

## Organisation
L'AFTC comprend :
- le 412th Test Wing à Edwards Air Force Base chargé des tests sur les avions et missiles, ainsi que tous les systèmes associés, ainsi que sur la formation des intervenants,
- le 96th Test Wing sur l'Eglin Air Force Base près de Pensacola en Floride chargé des systèmes d'armes embarqués,
- l'Arnold Engineering Development Complex près de Tullahoma dans le Tennessee chargé des tests sur les propulseurs, les réacteurs et les matériaux ainsi que des problèmes de tenue aux environnements et de signature infra-rouge.

Outre les installations sur la base Edwards comprenant chambre anéchoïque, simulateur de missions, unité d'avionique et centre de contrôle des essais en vol (Ridley Mission Control Center) le 412th Test Wing possède un grand polygone d'essais : l'Utah Test and Training Range près de Salt Lake City.

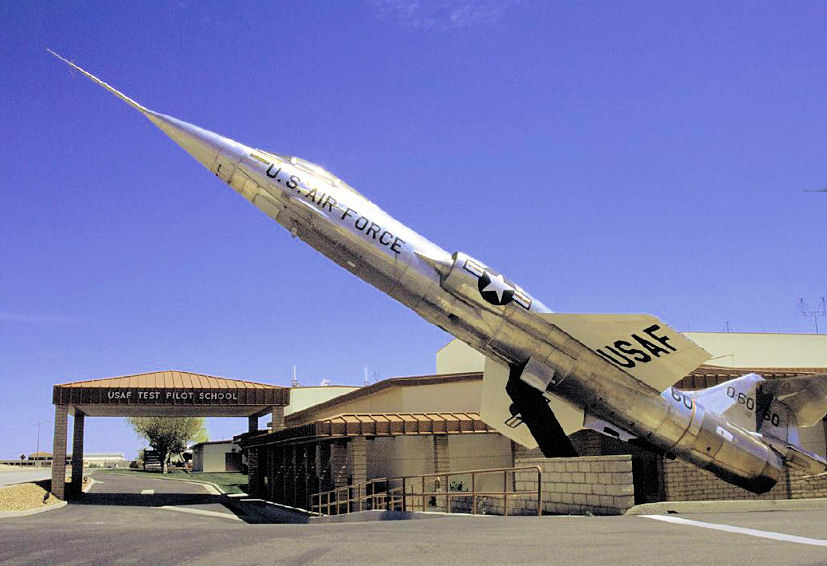
École de pilotage
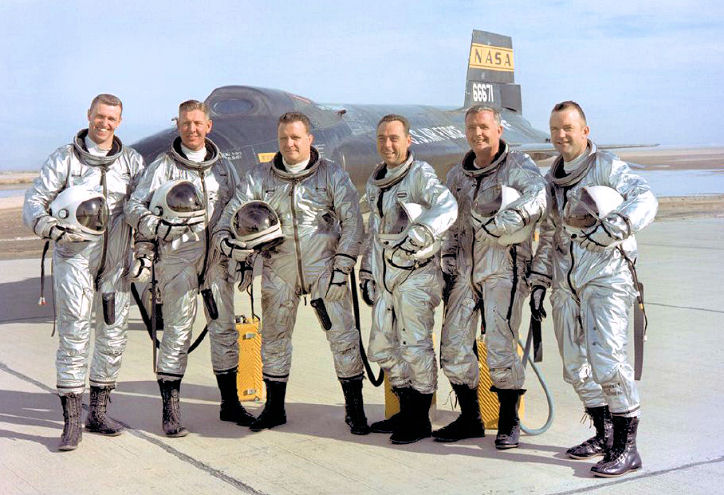
North American X-15
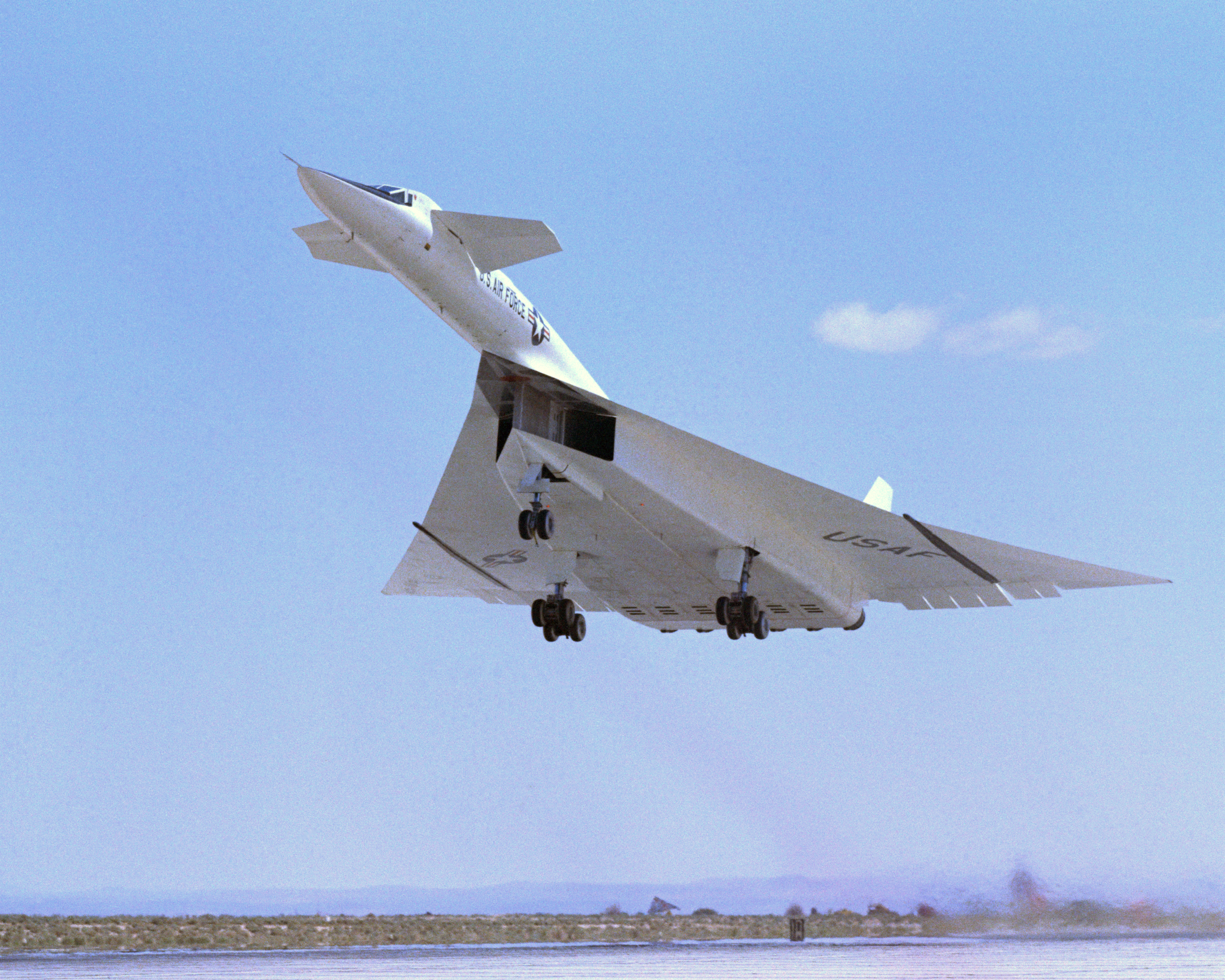
North American XB-70 Valkyrie
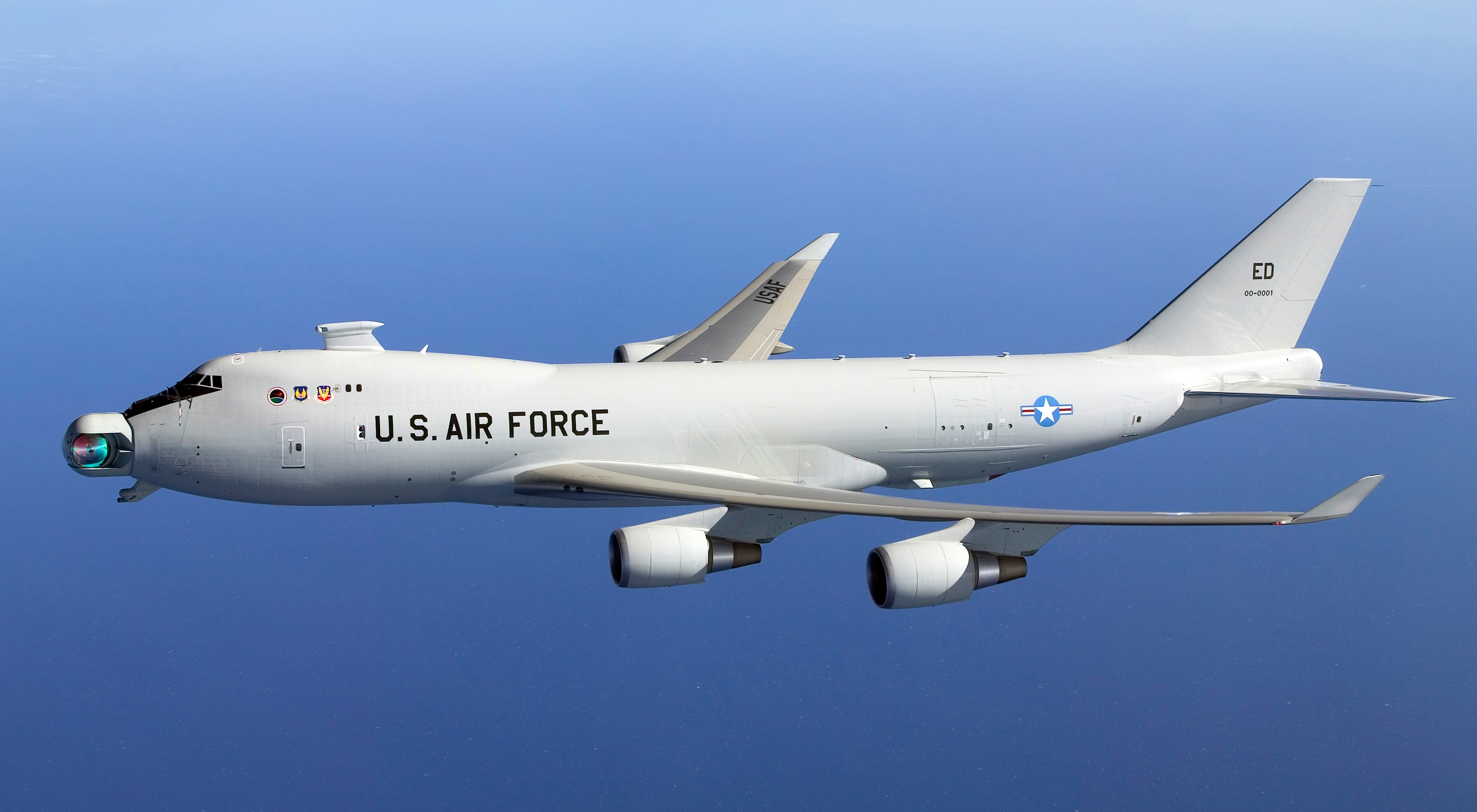
Boeing YAL-1 Airborne Laser